# Vallerois-le-Bois
Vallerois-le-Bois è un comune francese di 266 abitanti situato nel dipartimento dell'Alta Saona nella regione della Borgogna-Franca Contea.

## Società

### Evoluzione demografica
Abitanti censiti